# Little Big Soldier
Little Big Soldier (chinês tradicional: 大兵小將, chinês simplificado: 大兵小将, pinyin: Dà Bīng Xiǎo Jiàng) (Brasil: O Pequeno Grande Guerreiro / Portugal: Pequeno Grande Soldado) é um filme dos gêneros épico e comédia de 2010, dirigido por Ding Sheng e produzido, escrito e estrelado por Jackie Chan.

## Sinopse
Num período de inúmeras guerras e batalhas, a China Antiga esta devastada por conta da brutal disputa entre os senhores da guerra de dois reinos, Liang e Wei. Ao final, somente dois homens sobreviveram ao banho de sangue ocorrido nos campos de batalha, um soldado de Liang (Jackie Chan) e um jovem general de Wei (Leehom Wang). Procurando ganhar sua liberdade ao entregar o importante inimigo, o soldade captura o general e o leva até o seu senhor de guerra. Mas o jovem também não se opõe a captura, e, aos poucos, nasce uma forte ligação entre os dois homens, pondo em dúvida o final dessa jornada.

## Elenco
- Jackie Chan - Soldado de Liang
- Leehom Wang - General
- Yu Rongguang - Deputado e General Yu
- Ken Lo - Guarda Yong
- Lin Peng - Cantora
- Steve Yoo - Princesa Wen
- Xu Dongmei - Lou Fan Yan
- Song Jin - Lou Fan Wei
- Du Yuming - Guarda Wu
- Yuen Woo-ping - Liang official
- Wu Yue - Beggar